# Дейв Марцінишин
Дейв Джозеф Марцінишин (англ. Dave Joseph Marcinyshyn; 4 лютого 1967, м. Едмонтон, Канада) — канадський хокеїст, захисник.   
Виступав за «Камлупс Блейзерс» (ЗХЛ), «Ютіка Девілс» (АХЛ), «Флінт Спірітс» (ІХЛ), «Нью-Джерсі Девілс», «Квебек Нордікс», «Галіфакс Сітаделс» (АХЛ), «Нью-Йорк Рейнджерс», «Бінгемтон Рейнджерс» (АХЛ), «Мілвокі Адміралс» (ІХЛ), «Каламазу Вінгс» (ІХЛ), «Цинциннаті Сайклонс» (ІХЛ), ХК «Дюссельдорф», «Швеннінгер Вайлд-Вінгс».
В чемпіонатах НХЛ — 16 матчів (0+1), у турнірах Кубка Стенлі — 0 матчів (0+0). У чемпіонатах Німеччини — 90 матчів (11+25), у плей-оф — 3 матчі (0+0).